# Ford Galaxie
Ford Galaxie («Форд Гелексі») — американський великий легковий автомобіль, який випускався підрозділом Ford корпорації Ford Motor Company з 1959 по 1974 роки.
В модельному ряді цей автомобіль займав різне положення. В 1959 році це була комплектація моделі Ford Fairlane. В 1960 році Galaxie виділили в самостійну лінію великих легкових «Фордів», і до 1965 року це була найдорожча і добре укомплектована модель Ford. В 1965 була представлена комплектація Galaxie LTD, яка зайняла положення вгорі модельного ряду легкових «Фордів», а сам Galaxie виявився на ступінь нижче.

## 1959

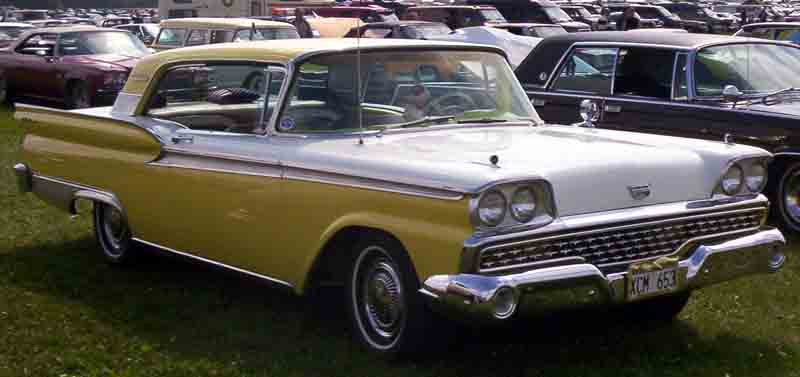
Модель 1959 року

Ім'я «Galaxie» з'явилось серед позначень автомобілів компанії «Форд» в 1959 модельному році. Це була лінійка з шести типів кузова (2- і 4-дверні седани, 2- і 4-дверні хардтопи, кабріолет Sunliner, хардтоп-кабріолет Skyliner зі складеним жорстким верхом), розміщена в модельному ряді марки на одну ступеньку вище Fairlane / Fairlane 500, і на дві — в порівнянні з Custom / Custom 500.

## 1960—1964

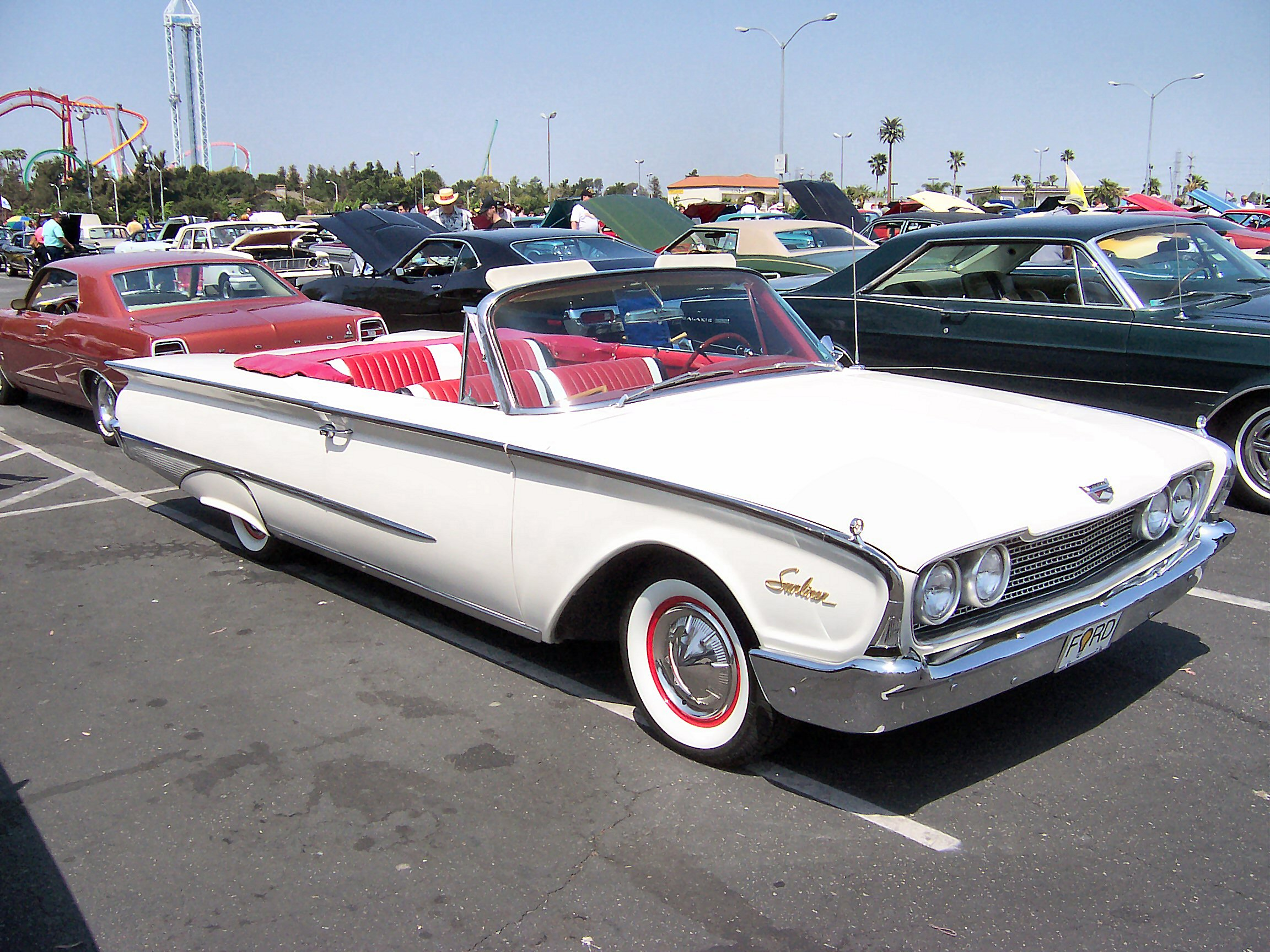
Модель 1960 року

Шасі залишалось по суті тим же, що й в 1959 році. За цей час змінилось два кузови — перший використовувався в 1960—1961 модельних роках, другий — в 1962—1964, зі щорічним проміжковим рестайлингом, який зачіпав навісні панелі.

## 1965—1968

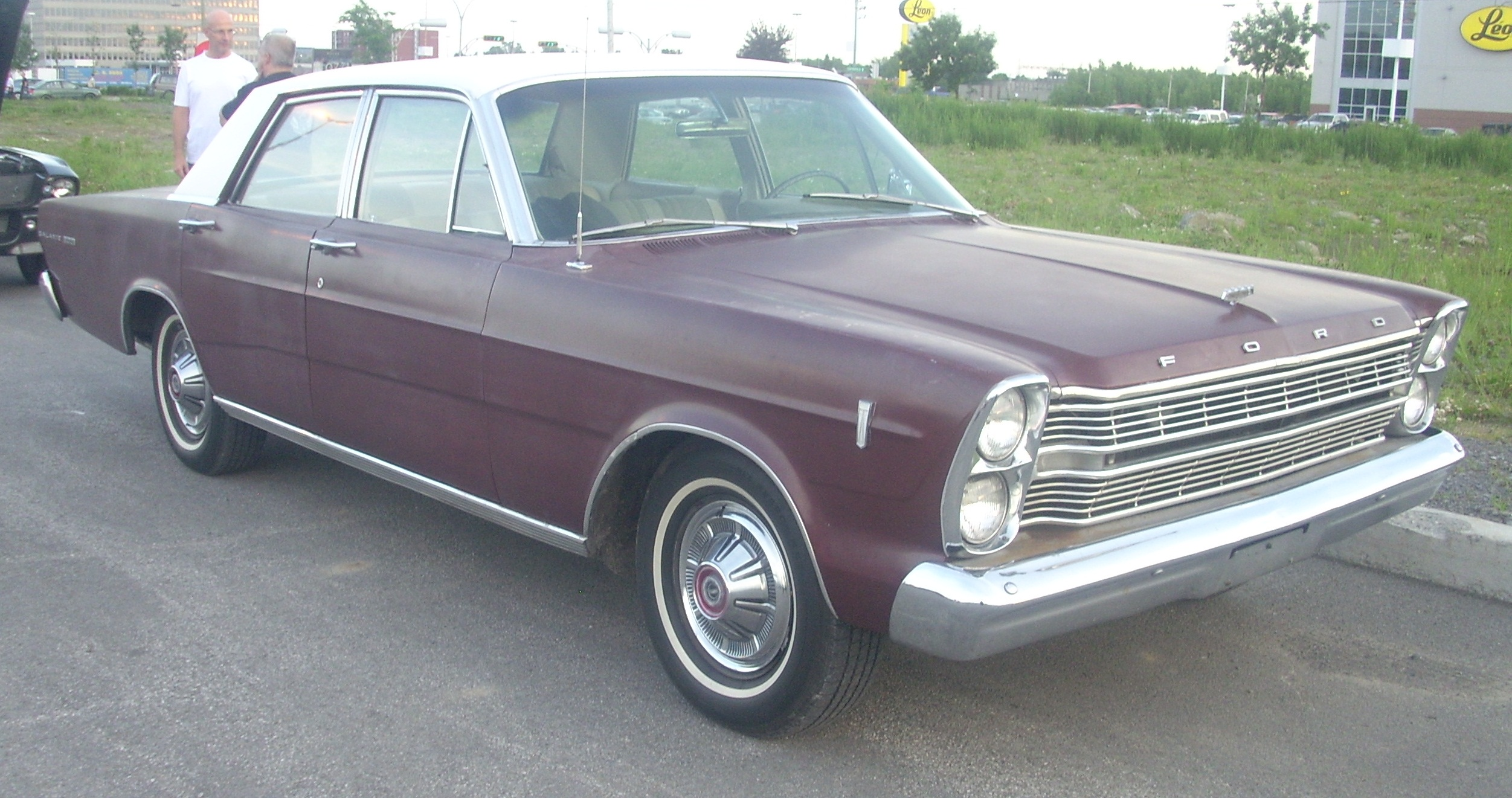
Модель 1966 року

До 1965 модельного року було розроблено повністю нове шасі з рамою периферійного типу. Каркас кузова не мінявся протягом всього виробничого циклу, хоча щорічний рестайлинг навісних панелей продовжувався.
Характерною особливістю дизайну всіх повнорозмірних «Фордів» моделей 1965-1967 років було використання фар головного світла, спарених по дві у вертикальній плоскості. Модель 1968 року мала той же кузов, але новий передок з горизонтальним розміщенням фар.
В Бразилії це покоління у варіанті моделі 1966 року випускалось до 1982 року з невеликими модернізаціями.
Ford поставив рекорд потужності в 1965 році, коли водрузил на досить велике купе Galaxie 7-літровий двигун 427 Cammer потужністю в 657 к.с. До речі, безнаддувний, досить «обертальний» і верхньоваловий. Щоправда, машин з таким двигуном продали небагато — бо він планувався як основний конкурент Крайслерівському Hemi в гоночній серії NASCAR, але в останній момент цей агрегат заборонили, і Ford вирішив згорнути виробництво.

## 1969—1974

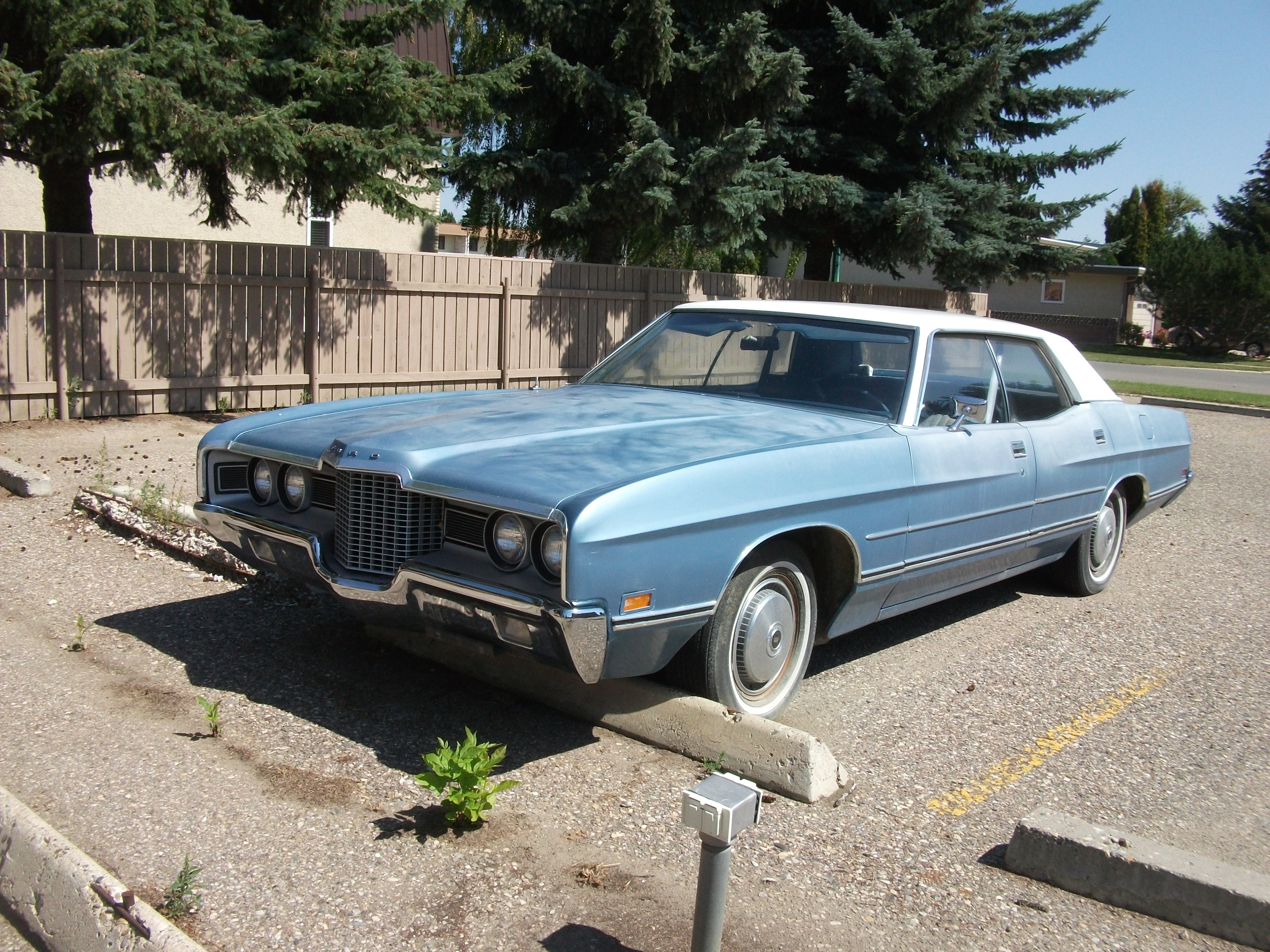
Модель 1971 року

Модернізоване шасі, новий кузов з більш динамічним дизайном і горизонтальним розміщенням фар.
В 1973 році кузов змінився ще раз, ставши більш кутастим, була дещо покращена пасивна безпека.
В цей період Galaxie знаходився рівно посередині модельного ряду повнорозмірних «Фордів» (Custom 500 — Galaxie — LTD). Після 1974 модельного року ім'я Galaxie було з нього викреслене, хоча автомобілі в тому ж кузові під позначеннями Custom 500 і LTD випускались до кінця 1978 року.